# Marie Anne de La Tremoille

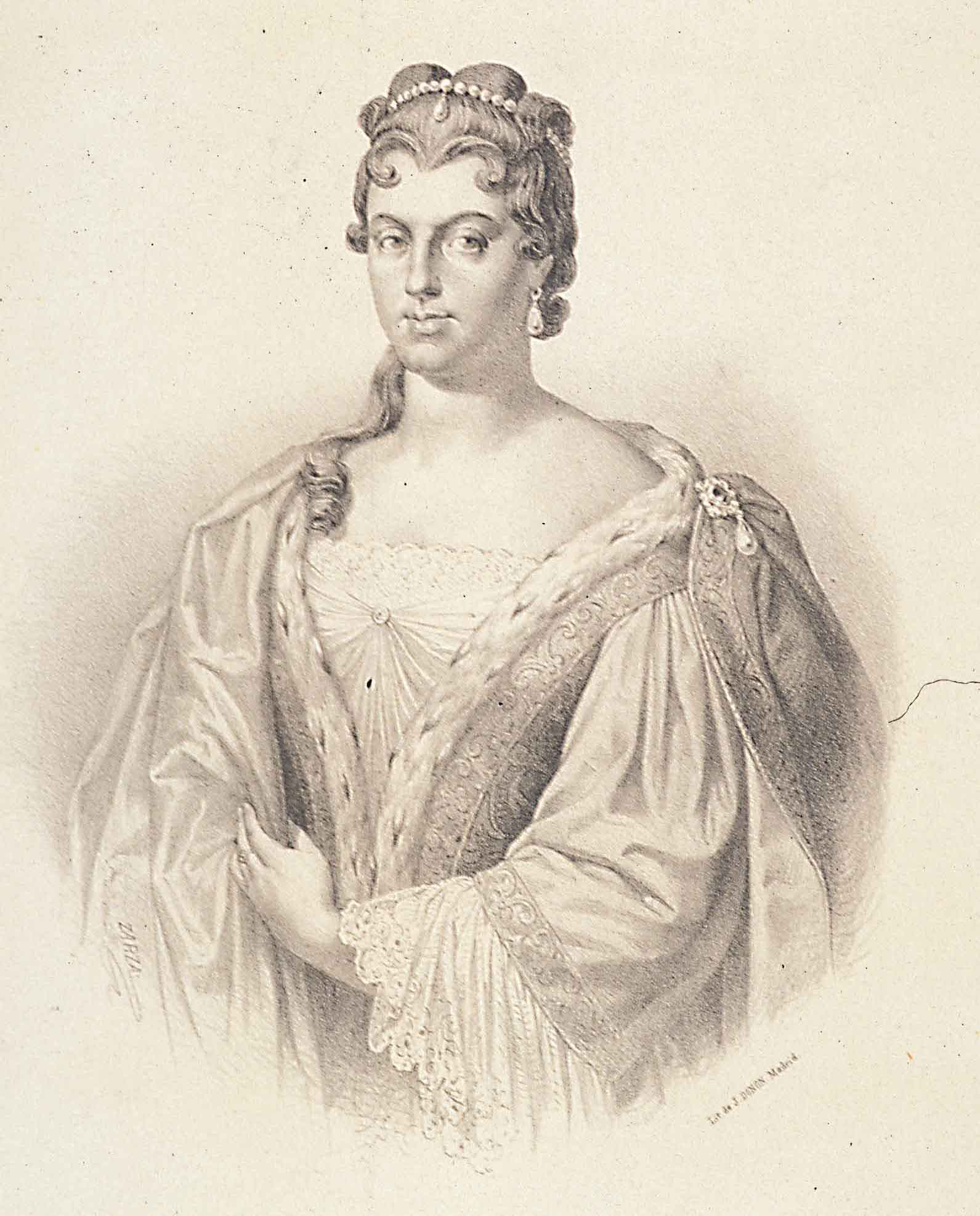
Księżna Ursinis w młodym wieku

Marie Anne de La Tremoille, księżna de Ursinis (ur. 1642 w Paryżu, zm. 5 grudnia 1722 w Rzymie) – dama dworu hiszpańskiego. Urodziła się jako najstarsza córka księcia de Noirmoutier i jego żony Renée Julie Aubri. Była najbardziej wpływową postacią na hiszpańskim dworze królewskim w pierwszych latach panowania Filipa V, sprawując nieoficjalnie stanowisko ministra spraw zagranicznych i nadzorczyni dworu. Do jej upadku przyczyniła się walka o władzę pomiędzy nią a wspieraną przez kardynała Alberoniego drugą żoną Filipa V, Elżbietą Farnese.

## Małżeństwa i dyplomacja
Maria Anna w wieku 15 lat poślubiła Adriena Blaise de Talleyrand, księcia de Chalais. Jej mąż będąc zamieszanym w jeden z nielegalnych we Francji pojedynków, w czasie którego zginął książę Beauvilliers, został zmuszony do ucieczki z kraju. Zmarł wkrótce potem w Hiszpanii, a wdowa po nim osiadła w Rzymie. W 1675 wyszła za mąż za Flavia Orsiniego, księcia Bracciano. Ich pożycie było dalekie od harmonii, w końcu po kilku latach mąż porzucił ją, zostawiając jej cały swój majątek (który w zasadzie już nie istniał i mimo opinii wielkiego magnata, w rzeczywistości, książę był prawie bankrutem) i kierownictwo partii francuskiej w Rzymie. Ta darowizna przyniosła jej serię procesów i głośnych scysji z kłopotów z Liviem Odescalchim, bratankiem papieża Innocentego XI, który twierdził, że został adoptowany przez księcia. W końcu wdowa sprzedała tytuł książęcy i resztki majątku Odescalchim.

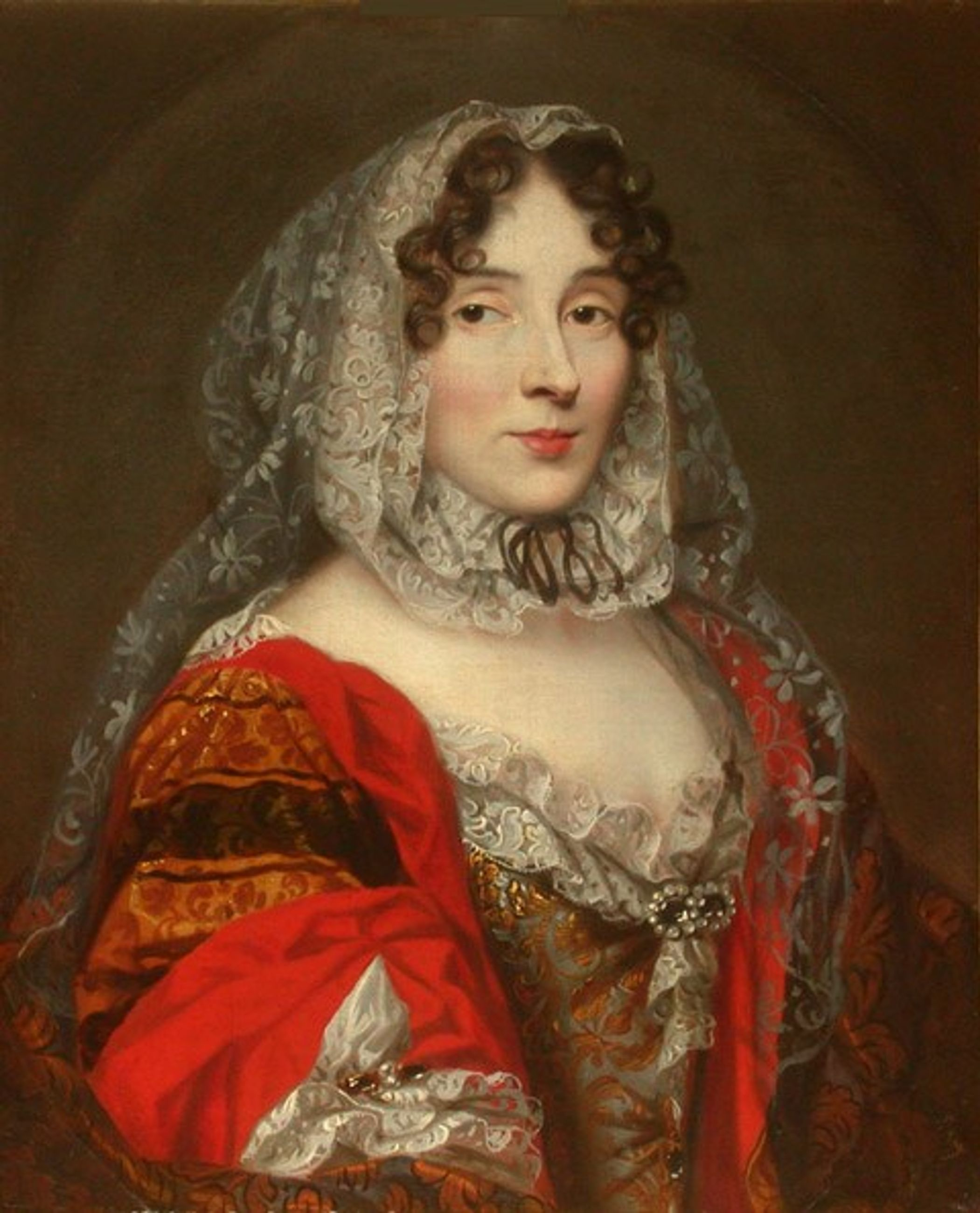
Księżna de Ursinis w 1702

Potem przyjęła tytuł księżnej de Ursinis, przekupując Orsinich, żeby pozwolili jej go używać, chociaż nie miała do tego prawa. Nowo mianowana księżna zaangażowała się w politykę Państwa Kościelnego stając się swego rodzaju igłą kompasu dla ambasadorów obcych państw w Rzymie, zwłaszcza popierając interesy francuskie i hiszpańskie. Odegrała w ten sposób istotną rolę w negocjacjach króla Francji Ludwika XIV z umierającym Karolem II, dzięki czemu na tronie Hiszpanii zasiadł wnuk Ludwika XIV, Filip książę Andegaweni.
Jej zasługi Francji zostały nagrodzone w 1699 poprzez coroczna pensję wypłacaną jej przez króla Francji, która rozwiązała jej trudną sytuacją materialną. Gdy przyszły Filip V został uznany dziedzicem na mocy testamentu Karola II, księżna brała czynny udział w organizowaniu jego małżeństwa z księżniczką Marią Ludwiką Sabaudzką, córką księcia Sabaudii. Jej ambicją było osiągnięcie stanowiska camarera mayor de Palacio, czyli nadzorczyni dworu młodej królowej, która w chwili zawarcia małżeństwa miała zaledwie trzynaście lat. Dzięki cichej dyplomacji i pomocy wpływowej kochanki Ludwika XIV, pani de Maintenon, w końcu jej to się udało, a w 1701 roku towarzyszyła młodej królowej do Hiszpanii.

Narodziny księcia Asturii. Księżna jest pierwsza osobą po lewej stronie

Do 1714, roku w którym umarła Maria Ludwika, księżna była najpotężniejszą osobą w państwie hiszpańskim. Jej obowiązki czyniły ją niemalże opiekunką młodej pary królewskiej - jej listy ujawniają, że towarzyszyła małżonkom od rana do nocy, a nawet nakrywała ich narzutą i budziła każdego ranka. Decydowała jakie stroje i biżuterię ma mieć na sobie młoda królowa, jakie książki ma czytać, pierwsza czytała listy od innych monarchów i urzędników, często doręczając królowi tylko te, które uznawała za ważne. Odcinała parę królewską od reszty dworu, uzależniając ich od siebie. Księżna wykorzystywała swoje obowiązki i prerogatywy wspierając partię profrancuską i prowadząc politykę zagraniczną oraz ingerując w niezmienną od wieków etykietę hiszpańskiego dworu.
Księżna de Ursinis przez lata była popierana przez dwór wersalski. W pierwszym okresie jej panowania często była skonfliktowana z francuskimi ambasadorami, którzy twierdzili, że bezprawnie zasiada w Radzie Królewskiej i kieruje państwem. Doszło do tego, że w 1704 wezwano ja do Wersalu i nieomal doprowadzono do jej usunięcia z dworu. Ale wciąż miała poparcie markizy de Maintenon, której wpływ na króla pozwolił jej w dalszym ciągu przebywać na dworze.

## Hiszpania

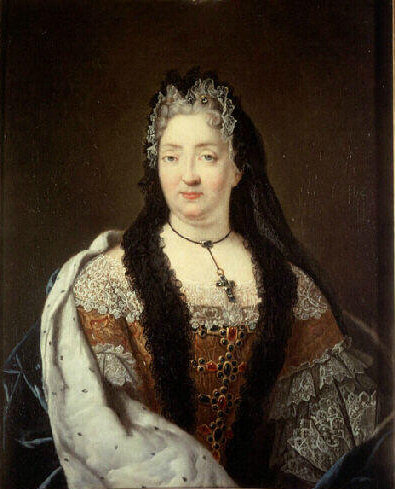
Księżna de Ursinis pod koniec życia

W 1705 wróciła do Hiszpanii i na nowo przejęła swoje obowiązki. W najgorszych czasach wojny o sukcesję hiszpańską była prawdziwym szefem partii burbońskiej, mając wsparcie królowej Marii Ludwiki, która nie wahała pokłócić się o nią nawet z takim potężnym dygnitarzem kościelnym jak kardynał arcybiskup Toledo, Luis Portocarrero, kiedy okazał się być jej wrogiem.
Jej wpływ na parę królewską był tak silny, że prawdopodobnie trwałby przez całe jej życie, ale nieoczekiwanie umarła królowa. W swoich listach, które wysyłała do pani Maintenon, opisała próby zmobilizowania załamanego śmiercią żony króla. Chcąc móc na nowo kierować królem, księżna zgodziła się na plan kardynał Alberoniego, który zaplanował małżeństwo króla z Elżbietą Farnese, dziedziczką księstw Parmy i Piacenzy, którą miała nadzieję kierować tak jak to było w przypadku jej poprzedniczki.
Jednakże, Saint-Simon opowiada, że księżna próbowała sama zostać królową Hiszpanii, a, gdy ten plan się nie powiódł, namówiła Alberoniego by wysłał delegacje do Parmy, mając nadzieję, że Elżbieta Farnese, która nie mogła liczyć na królewską koronę, będzie jej za to wdzięczna. Próbując stać się królową, Ursinis straciła resztki poparcia pani de Maintenon; a wybranie Elżbiety Farnese bez zgody króla Francji sprawiło, że straciła też poparcie Ludwika XIV.
Elżbieta jednak, dowiedziawszy się o wpływach księżnej i o jej ambicji zostania królową, już w Parmie postanowiła rozwiązać problem księżnej. W czasie przybycia królowej do Hiszpanii, które odbyło się w Quadraque w pobliżu granicy, najprawdopodobniej niechcący stanęła w obecności dworu na długim trenie Elżbiety, co ta uznała za zniewagę i odesłała księżnę do Madrytu rzekomo po nową suknię i jeszcze tego samego dnia została zwolniona. W Bajonnie czekała na stosowną chwilę, mając nadzieję, że zostanie wezwana przez króla, ale czekała na próżno. Saint-Simon uważa, że jej odwołanie zostało zaplanowane wcześniej, a nawet, że odbyło się za zgodą króla. Po krótkim pobycie we Francji księżna wyjechała do Włoch i ostatecznie osiadła w Rzymie, gdzie często bywała na dworze wygnanego "Starszego Pretendenta", gdzie prowadziła skuteczne negocjacje z papieżem, aż do śmierci w dniu 5 grudnia 1722. Na kilka lat przed śmiercią miała ostateczną satysfakcję widząc wygnanego z Hiszpanii Alberiniego.

## Dziedzictwo
Księżna de Ursinis rozpoczęła likwidacje władzy Kościoła i inkwizycji w Hiszpanii, jednocześnie doprowadzając finanse państwa do porządku.
Saint-Simon, w swoich wspomnieniach, pozostawia druzgocący portret intryganckiej i faworyzującej niszczących państwo hiszpańskie swoich ulubieńców, nie dodając jak ważną i pozytywna rolę odegrała w utrzymaniu panowania Burbonów nad Hiszpanią i reorganizacji systemu fiskalnego królestwa Hiszpanii (pomimo jego nacechowanych stronniczością opisów despotyzmu księżnej, Saint-Simon przyznaje, że osobiście zawsze ją lubił i podziwiał). Obfita korespondencja księżnej de Ursinis została po raz pierwszy opublikowana w Paryżu w 1858 roku przez N.F. Combes, a jej dobrze uźródłowioną biografię napisała C Hill, The Princess des Ursins in Spain (Londyn, 1899).
Ursins jest również uznawana za pierwszą osobę, która wprowadziła w ogrodnictwie i perfumerii pomarańcze gorzkie, który to zapach stał się najmodniejszym środkiem zapachowym w czasach ancien régime.